# Hamad Al-Attiyah
 (novembre 2022).
Hamad Ali Mohamed Al-Attiyah (né le 23 juin 1995 à Doha) est une cavalier qatarien de saut d'obstacles.

## Carrière
Il participe d'abord aux Jeux équestres mondiaux de 2014, où il est 81e de l'épreuve industrielle et 15e de l'épreuve par équipes. 
Il participe aux Jeux olympiques d'été de 2016 à Rio de Janeiro, où il termine éliminé de l'épreuve individuelle et 9e de l'épreuve par équipes.
Aux Jeux asiatiques de 2018, il fait partie de l'équipe qui remporte la médaille de bronze.